# Со Јошитоши
Со Јошитоши (1568-1615), био је јапански великаш и војсковођа из периода Азучи-Момојама и раног периода Едо. Истакао се као војсковођа у јапанској инвазији Кореје (1592-1598).

## Биографија
Познат и као Со Јошитомо, као и под својим хришћанским именом Дарио Со, Јошитоши је био господар острва Цушима, стратешки постављеног северозападно од острва Кјушу, на поморским путевима између Кореје и Јапана. Био је ожењен кћерком једној од најмоћнијих хришћанских великаша са острва Кјушу, Кониши Јукинаге. Због тесних трговачких веза острва Цушима са оближњом корејом, регент Тојотоми Хидејоши упутио га је 1591. као преговарача на корејски двор у Сеул како би тражио савез и слободан пролаз за јапанску војску у рату против Кине, али се вратио без постигнутог договора. Био је један од заповедника јапанске Прве дивизије приликом инвазије на Кореју 1592, и учествовао је у победоносним биткама код Пусана и Чунџуа и освајању Сеула и Пјонгјанга са 5.000 својих вазала.
Пред битку код Секигахаре (1600) стао је на страну Ијејасу Токугаве, али није учествовао у бици. После битке развео се од своје супруге, чији је отац подржао поражену страну и био погубљен.